# Danh sách hệ quản trị nội dung

## Phần mềm mã nguồn mở và miễn phí
| Tên                             | Nền tảng                                 | Cơ sở dữ liệu hỗ trợ                                                                        | Phiên bản phát hành mới nhất                         |
| ------------------------------- | ---------------------------------------- | ------------------------------------------------------------------------------------------- | ---------------------------------------------------- |
| Aegir                           | Midgard add-on                           |                                                                                             | 1.0.3                                                |
| Alfresco                        | Java                                     | MySQL, Oracle, SQL Server, PostgreSQL                                                       | 1.2                                                  |
| Apache Graffito                 | Java                                     |                                                                                             | Under incubation                                     |
| Apache Lenya                    | Java, XML, built on top of Apache Cocoon |                                                                                             | 1.2.4                                                |
| Ariadne                         |                                          | Oracle, PostgreSQL, Oracle,                                                                 |                                                      |
| b2evolution                     | PHP                                      | MySQL                                                                                       |                                                      |
| BBlog                           | PHP + Smarty                             | MySQL                                                                                       | 0.7.6                                                |
| Blockstar                       | Java                                     |                                                                                             |                                                      |
| BLOG:CMS                        | PHP                                      | MySQL                                                                                       |                                                      |
| blosxom                         | Perl                                     |                                                                                             | 2.0                                                  |
| Bricolage                       | Perl on mod perl                         | PostgreSQL                                                                                  |                                                      |
| Caravel CMS                     | PHP                                      | OpenLDAP và PostgreSQL                                                                      |                                                      |
| Chlorine Boards                 | PHP                                      | MySQL/MSSQL/Postgresql/DB2/Ms access                                                        | 0.6.2                                                |
| CivicSpace                      | PHP                                      | MySQL                                                                                       | 0.8.3                                                |
| Cwiab                           | PHP                                      | ADOdb                                                                                       |                                                      |
| CMScout                         | PHP                                      | MySQL                                                                                       | 1.21                                                 |
| CMSimple                        | PHP                                      |                                                                                             |                                                      |
| CuteNews                        | PHP                                      | Flat-file database                                                                          | 1.4.5                                                |
| Daisy (CMS)                     | Java, XML, built on top of Apache Cocoon | MySQL                                                                                       | 1.5                                                  |
| DBHcms                          | PHP                                      | MySQL                                                                                       | 1.0.1                                                |
| Der Dirigent                    | PHP                                      | MySQL                                                                                       | 1.0.3                                                |
| DotNetNuke                      | VB.NET/C#                                | Microsoft SQL Server and others by 3rd party add-ons.                                       | 3.3.5 (ASP.NET 1.1) and 4.3.5 (ASP.NET 2.0)          |
| DragonflyCMS                    | PHP                                      | MySQL (PostgreSQL not supported by default, but several 3rd party solutions are available.) | 9.6.1                                                |
| Drupal                          | PHP                                      | MySQL , PostgreSQL                                                                          | 9.2.0                                                |
| e107                            | PHP                                      | MySQL                                                                                       | 0.7.5                                                |
| eGroupWare                      | PHP                                      | ADOdb                                                                                       |                                                      |
| Envolution                      | PHP                                      | MySQL                                                                                       |                                                      |
| Epiware                         | PHP                                      | MySQL                                                                                       | 4.5                                                  |
| Exponent                        | PHP                                      | MySQL or PostgreSQL                                                                         | 0.96.3                                               |
| eZ publish                      | PHP                                      | MySQL or Postgresql or Oracle (with commercial connector)                                   | 3.6.8 (for php < 4.4) 3.7.6/3.8.0 (for php >= 4.4.0) |
| Fedora                          | Java                                     | MySQL or Oracle                                                                             |                                                      |
| Geeklog                         | PHP                                      | MySQL                                                                                       | 1.4.0                                                |
| Jahia                           | Java on Windows NT, Linux, or Solaris    | HyperSonic SQL, MySQL, PostgreSQL, Oracle, Microsoft SQL Server                             | 5.0                                                  |
| jAPS - java Agile Portal System | Java, XML on Windows or Linux            | HyperSonic SQL, PostgreSQL                                                                  |                                                      |
| Jaws-Project                    | PHP                                      | MySQL or PostgreSQL                                                                         | 0.6.3                                                |
| Joomla                          | PHP                                      | MySQL , PostgreSQL                                                                          | 3.9.27                                               |
| Kentico CMS Free                | ASP.NET                                  | Microsoft SQL Server                                                                        | 6.0 (2011) (ASP.NET)                                 |
| KNPortal                        | C#                                       | Microsoft SQL Server                                                                        | 1.2 (2007) (ASP.NET 1.1,2.0)                         |
| Kwiki                           | Perl                                     |                                                                                             |                                                      |
| Lyceum                          | PHP                                      | MySQL                                                                                       |                                                      |
| Magnolia                        | Java                                     | Content repository API for Java                                                             | 2.1                                                  |
| Mambo                           | PHP                                      | MySQL                                                                                       | 4.5.4 (4.6RC2)                                       |
| MediaWiki                       | PHP                                      | MySQL                                                                                       | 1.7.1                                                |
| Midgard CMS                     | PHP (Midgard framework)                  | MySQL                                                                                       |                                                      |
| MMBase                          | Java                                     |                                                                                             |                                                      |
| MODx Content Management System  | PHP 4/5                                  | MySQL 3/4/5                                                                                 |                                                      |
| MySource Matrix                 | PHP                                      | PostgreSQL/Oracle                                                                           | 3.10.0                                               |
| NitroTech                       | PHP                                      | MySQL                                                                                       | 0.0.1                                                |
| Nucleus CMS                     | PHP                                      | MySQL                                                                                       | 3.23                                                 |
| NukeViet                        | PHP                                      | MySQL                                                                                       | 3.4                                                  |
| Nuke-Evolution                  | PHP                                      | MySQL                                                                                       | 1.0.1                                                |
| Nuxeo EP                        | Java                                     | MySQL, PostgreSQL, Oracle, SQL Server                                                       | 5.1                                                  |
| Nuxeo CPS                       | Zope product                             |                                                                                             |                                                      |
| OpenACS                         | TCL AOLserver                            | PostgreSQL/Oracle                                                                           | 5.1.5                                                |
| OpenCms                         | Java                                     | MySQL, Oracle                                                                               | 6.2.1                                                |
| OpenPHPNuke                     | PHP                                      | MySQL, PostgreSQL, SQLite                                                                   | 2.3.6                                                |
| Percleus                        | PHP                                      | MySQL                                                                                       |                                                      |
| PHP-Fusion                      | PHP                                      | MySQL                                                                                       | 6.01.3                                               |
| PHP-Nuke                        | PHP                                      | MySQL                                                                                       | 7.9                                                  |
| phpWCMS                         | PHP                                      | MySQL                                                                                       |                                                      |
| phpWebSite                      | PHP                                      | MySQL or PostgreSQL                                                                         |                                                      |
| phpSlash                        | PHP                                      |                                                                                             |                                                      |
| phpCMS                          | PHP                                      | Flat-file database                                                                          | 1.2.1pl2                                             |
| PhpWiki                         | PHP                                      | Flat-file database, MySQL, PostgreSQL, and most other RDBMSs                                |                                                      |
| Pivot                           | PHP                                      | Flat-file database                                                                          | 1.30                                                 |
| Plone                           | Zope, Python                             | ZODB, MySQL & PostgreSQL via Zope                                                           | 2.5                                                  |
| PmWiki                          | PHP                                      | Flat-file database                                                                          |                                                      |
| PostNuke                        | PHP                                      | MySQL in Stable Versions, ADOdb planned in development version.                             | .762                                                 |
| PuzzleApps                      | PHP, XML, XSLT                           | MySQL, PostgreSQL, SQLite, MSSQL                                                            | 2.2                                                  |
| Rainbow                         | C#                                       | MSSQL                                                                                       | 2006                                                 |
| Scoop                           | Perl on mod perl                         | MySQL                                                                                       | 1.1.8                                                |
| Serendipity                     | PHP with Smarty                          | MySQL, PostgreSQL or SQLite                                                                 | 1.0                                                  |
| Slash                           | Perl on mod perl                         | MySQL                                                                                       |                                                      |
| Textpattern                     | PHP                                      | MySQL                                                                                       | 4.0.3                                                |
| TikiWiki                        | PHP                                      | ADOdb                                                                                       |                                                      |
| TWiki                           | Perl                                     | Any Perl DBI compatible database (via TWiki's DBIQueryPlugin)                               | 4.0.4                                                |
| Typo                            | Ruby on Rails                            | MySQL, PostgreSQL, SQLite                                                                   |                                                      |
| TYPO3                           | PHP                                      | MySQL, PostgreSQL, Oracle                                                                   | 4.0.2                                                |
| WebGUI                          | Perl on mod perl                         | MySQL                                                                                       |                                                      |
| WordPress                       | PHP                                      | MySQL , MariaDB                                                                             | 5.7.2                                                |
| WordPress MU                    | PHP                                      | MySQL                                                                                       | N/A                                                  |
| Xaraya                          | PHP 4/5 with XHTML/XML/XSLT output       | MySQL, PostgreSQL, SQLite using ADOdb và Microsoft SQL Server with Creole                   | 1.1                                                  |
| XOOPS                           | PHP                                      | MySQL                                                                                       | 2.2                                                  |
| Zentri                          | PHP                                      | MySQL, PostgreSQL, Oracle, MSSQL                                                            | 2.1.0                                                |

## Phần mềm thương mại giá thấp (< $5.000)
| Tên               | Nền tảng | Cơ sở dữ liệu hỗ trợ                                            | Phiên bản phát hành mới nhất | Giá (USD)   | Thử nghiệm trực tuyến                                     |
| ----------------- | -------- | --------------------------------------------------------------- | ---------------------------- | ----------- | --------------------------------------------------------- |
| Accrisoft Freedom | PHP      | MySQL                                                           | 5.7                          | USD $500    | view Lưu trữ ngày 9 tháng 2 năm 2007 tại Wayback Machine  |
| ArticleLive       | PHP      | MySQL                                                           | NX                           | USD$239     | Yes                                                       |
| Conquest (CMS)    | ASP.NET  | MS SQL2000                                                      | 1.7                          | US$ 4500    | view Lưu trữ ngày 31 tháng 5 năm 2010 tại Wayback Machine |
| eDIY Software     | ASP.NET  | MS SQL                                                          | 3.9                          | US$ 199     | Download                                                  |
| eRedaktør         | ASP.NET  | MS SQL2000                                                      | 1.7                          | US$ 1600    | No                                                        |
| Kentico CMS       | ASP.NET  | MS SQL Sever                                                    | 6.0                          | USD$ 0-4499 | Yes                                                       |
| Lisk CMS          | PHP      | MySQL v.3.23+ or MS SQL server 6.5/7.0/2000 or Oracle 8i/9i/10g | 4.3                          | 500$        | Yes                                                       |
| Webiny            | PHP      | MySQL                                                           | 2.0b                         | $25–500     | view                                                      |

## Phần mềm thương mại giá cao (> $15.000)
| Tên                                | Nền tảng                                                                | Cơ sở dữ liệu hỗ trợ                                           | Phiên bản phát hành mới nhất        | Giá (USD) | Thử nghiệm trực tuyến |
| ---------------------------------- | ----------------------------------------------------------------------- | -------------------------------------------------------------- | ----------------------------------- | --------- | --------------------- |
| Activesite from Auriga Logic       |                                                                         |                                                                |                                     |           |                       |
| Documentum                         | J2EE                                                                    | SQL Server, Oracle                                             |                                     |           |                       |
| FatWire                            | Java                                                                    | Oracle, Microsoft SQL Server, IBM DB2, Sybase, MySQL           | Content Server 6.3                  |           | No                    |
| I-ON Content Server4               | Java/J2EE                                                               | Oracle, MS-SQL                                                 | ICS4                                |           |                       |
| Tập tinNet                         |                                                                         |                                                                |                                     |           |                       |
| Jalios JCMS                        | Java/J2EE                                                               |                                                                | 5.6                                 |           |                       |
| Interwoven                         | Windows, Solaris                                                        | Oracle, Microsoft SQL Server, IBM DB2, Sybase, Informix, MySQL | TS 6.7.0, WSNT 8.2, WSMP 5.0        |           |                       |
| Jadu                               | PHP                                                                     | SQL                                                            | Jadu Content Management System 2.0x |           |                       |
| Microsoft Sharepoint Portal Server | .NET.                                                                   | SQL Server                                                     |                                     |           |                       |
| OnBase                             | Windows                                                                 | Oracle, Microsoft SQL Server, IBM DB2, Sybase                  | 5.2                                 |           |                       |
| RedDot                             | Windows                                                                 |                                                                | 7.0                                 |           |                       |
| Socialtext                         |                                                                         |                                                                |                                     |           |                       |
| Siwwwa                             | XML                                                                     |                                                                |                                     |           |                       |
| Stellent                           | Java, IDocScript, XML                                                   | Oracle, SQL Server, other                                      | 7.5                                 |           |                       |
| TERMINALFOUR                       | Java/J2EE, Linux, Windows, Solaris, Mainstream Java Application Servers | Oracle, SQL Server, MySQL, Sybase                              | Site Manager 5.2                    |           |                       |
| Vignette                           | Java/J2EE, Solaris, Linux, AIX, Windows 2003                            | Oracle, SQL Server, DB2                                        | 7.3                                 |           |                       |
| VYRE                               | J2EE                                                                    | All supported by Hibernate                                     | 4.2.1                               |           |                       |